# Mumia (film 1999)
Mumia (ang. The Mummy) – amerykański film przygodowy akcji z 1999 w reżyserii i na podstawie scenariusza Stephena Sommersa. Premiera światowa filmu odbyła się 7 maja 1999 roku.

## Fabuła

### Rok 1290 p.n.e.
Teby: Miasto Żyjących. Klejnot w koronie faraona Setiego I, dom Imhotepa, najwyższego kapłana faraona oraz miejsce urodzenia Anck-Su-Namun, nałożnicy faraona. Nikt oprócz niego nie mógł jej dotknąć. Jednak faraon nie wiedział, że w tajemnicy Imhotep i Anck-Su-Namun byli kochankami, gotowymi ryzykować życiem w imię miłości. Jednak pewnej nocy faraon zauważył rozmazany tatuaż na jej ramieniu. Kochankowie zadźgali go, ale straż przybyła do komnaty. Kapłani Imhotepa pomogli mu uciec, jednak Anck-Su-Namun została chcąc ratować ukochanego. Imhotep obiecał, że ją wskrzesi. Kiedy strażnicy stanęli przed nią, podniosła nóż i zabiła się.
Aby wskrzesić Anck-Su-Namun, Imhotep i jego kapłani włamali się do krypty i wykradli jej ciało. Przebyli pustynię i zawieźli jej ciało do Hamunaptry, Miasta Umarłych, starożytnego cmentarzyska synów faraonów i miejsca spoczynku najbogatszych Egipcjan.
Dla ukochanej Imhotep naraził się na gniew bogów, wkraczając do miasta i biorąc czarną Księgę Umarłych z jej świętego miejsca.
Dusza Anck-Su-Namun trafiła do mrocznej krainy podziemi, jej organy usunięto i umieszczono w pięciu poświęconych kanopach. Imhotep położył jej ciało na kamiennym stole a obok postawił kanopy. Kapłani okrążyli stół i uklękli. Zaczęli szeptać „Anck-Su-Namun”. Imhotep stanął nad ciałem i zaczął czytać z Księgi Umarłych. W basenie niedaleko stołu znajdowały się dusze, w tym Anck-Su-Namun. Gdy Imhotep czytał, z basenu zaczęło coś wychodzić. Dusza Anck-Su-Namun powróciła z martwych. Jednak straże faraona doścignęły Imhotepa i powstrzymały go, nim rytuał dobiegł końca.
Kapłanów Imhotepa skazano na zmumifikowanie żywcem. Zaś sam Imhotep, skazany został na męki Hom-Dai, najstraszliwszej ze wszystkich klątw. Obcięli mu język, zawinęli go żywcem w bandaże, włożyli do sarkofagu, do którego potem wrzucono, żywiące się ludzkim ciałem, skarabeusze. Całą wieczność miał pozostawać w zapieczętowanym sarkofagu, ani żywy, ani martwy. Medjai mieli czuwać, by nigdy się nie uwolnił, byłby bowiem chodzącym przekleństwem, plagą ludzkości, potępionym potworem o wielowiekowej potędze, władcą pustyni, kroczącym w chwale niezwyciężoności.

### Rok 1926
Piękna Evelyn Carnahan jest bibliotekarką i mieszka wraz ze starszym bratem, Jonathanem, w Kairze. Od zawsze uwielbiała Egipt. Jej zmarły ojciec był bardzo sławnym odkrywcą i kochał Egipt tak mocno, że wziął za żonę jej zmarłą matkę, która była Egipcjanką.
Pewnego dnia Jonathan pokazał jej tajemnicze pudełko, które rzekomo znalazł na wykopaliskach w Tebach. W środku znajdowała się mapa prowadząca do Hamunaptry. Szef Evy, pan Bay „przypadkiem” nadpalił mapę w miejscu drogi prowadzącej do Miasta Zmarłych. Jonathan wyznaje Evelyn, że ukradł pudełko pewnemu więźniowi. Carnahanowie udają się do aresztu. Tam Evy poznaje Ricka O’Connela, który był w Hamunaptrze (stamtąd miał pudełko) i może ich tam zaprowadzić. Evelyn wyciąga go z więzienia i razem z bratem oraz naczelnikiem, który zażądał udziału w zyskach w zamian za wypuszczenie więźnia, płyną barką do Hamunaptry.
Na barce jest jeszcze jedna grupa poszukująca Hamunaptry pod wodzą egiptologa Allena Chamberlaina i prowadzona przez tchórzliwego Beniego Gabora, dawnego kolegę Ricka. W nocy Evelyn wyjawia Rickowi, że w Hamunaptrze chce znaleźć złotą księgę Amon-Ra. Później w kajucie zostaje zaatakowana przez tajemniczego Araba ubranego na czarno. Na szczęście Rick ją uratował. Szybko okazuje się, że jest ich więcej. Podczas strzelaniny barka staje w płomieniach. Obie grupy poszukiwaczy wskakują do wody. Gdy w końcu docierają do jakiegoś miasteczka, wyruszają w dalszą drogę.
W końcu znajdują Hamunaptrę, a tam zakopane miasto. W środku Jonathan znajduje sarkofag. Evy odkrywa, że pudełko jest tak naprawdę kluczem, dzięki któremu można go otworzyć. W sarkofagu znajdują „soczystą” (jakby wciąż rozkładającą się) mumię sprzed 3000 lat. Niestety towarzyszący im naczelnik umiera. Czterech członków drugiej ekipy odnajduje jakąś skrzynię, a w niej czarną Księgę Umarłych oraz pięć świętych urn. Biorą cztery urny i księgę. W nocy Evy zakrada się i ją „pożycza”. Za pomocą klucza-pudełka otwiera księgę i czyta z niej. Nie wie jednak, że omyłkowo ożywiła znalezioną przez nich mumię. Okazuje się, że to Imhotep.
Gdy powietrze nagle przeszywa ryk mumii, chwilę później zjawia się szarańcza. Wszyscy uciekają do podziemi. Jeden z ludzi Chamberlaina zgubił okulary i zostaje zaatakowany przez mumię, która zabiera mu język i oczy. Tymczasem Rick, Evy i Jonathan uciekają przed skarabeuszami. Gdy znajdują bezpieczne miejsce, Evy uruchamia pułapkę i znika. Ląduje w mrocznym korytarzu. Staje twarzą w twarz z mumią Imhotepa. On niespodziewanie nazywa ją Anck-Su-Namun. Zjawia się Rick i postrzela mumię. Łapie Evelyn i razem uciekają. Gdy wybiegają z podziemi spotykają tam Jonathana, grupę Chamberlaina oraz ubranych na czarno Arabów. Ich przywódca, Ardeth Bey, mówi że są zakonem zwanym Medjai i od 3000 lat pilnowali, aby nikt nie obudził Imhotepa.
Wszystkie trzy grupy wyruszają do Kairu. Okazuje się, że doktor Bay też jest Medjai. Wyjaśniają, że pierwszym krokiem Imhotepa będzie wskrzeszenie Anck-Su-Namun. Do tego potrzebuje pięciu świętych urn oraz ludzkiej ofiary, którą szybko okazuje się być Evy. Zaczynają spełniać się wszystkie plagi. Wkrótce wszyscy posiadacze urn zostają zabici przez mumię, która teraz wygląda jak człowiek. Imhotep opętał wszystkich mieszkańców i rozkazał aby schwytali Ricka, Evelyn, Jonathana, Ardetha Beya i doktora Beya. Gdy tłum ich otacza, Evy zostaje porwana przez Imhotepa, który każe zabić resztę. Rick otwiera właz do kanałów, którym uciekają wszyscy oprócz Baya.
Rick, wraz z Jonathanem i Ardeth Bey, jedzie do swego kolegi, pilota, który od dawna pragnie dawki adrenaliny. Podczas lotu wpadają w burzę piaskową, stworzoną przez Imhotepa. Gdy w końcu udaje im się wydostać, samolot się rozbija. Pilot umiera. Pozostała trójka szybko dostaje się do Hamunaptry. Imhotep wysyła mumie swoich kapłanów, aby ich zabili. Ardeth Bey je zatrzymuje, a Jonathan i Rick znajdują złotą księgę Amon-Ra. Teraz muszą tylko ocalić Evy.
W tym samym czasie Imhotep przygotowuje rytuał wskrzeszenia jego ukochanej. Przykuł Evelyn do kamiennego stołu, a obok położył mumię Anck-Su-Namun i pięć świętych urn. Otwiera Księgę Umarłych i zaczyna czytać. Z basenu dusz, wyłania się Anck-Su-Namun i wnika do swego ciała. Imhotep staje nad przerażoną Evelyn, podnosi do góry nóż i... nagle zjawia się Jonathan, który krzyczy do Evy, że znalazł księgę Amon-Ra. Imhotep zaczyna iść w jego stronę, jednak nagle zjawia się Rick, z szablą w ręku i uwalnia Evelyn. Aby otworzyć księgę Amon-Ra Jonathan musi mieć klucz-pudełko, które jest w posiadaniu Imhotepa. Stara się przetłumaczyć inskrypcje z okładki księgi, ale przez przypadek ożywia kilkuosobową armię. Rick musi bronić Jonathana, a Evy walczy z mumią Anck-Su-Namun. W końcu jej brat odczytuje poprawną inskrypcję, dzięki czemu kontroluje armię. Każe zabić Anck-Su-Namun. Wściekły Imhotep zaczyna go dusić, jednak Rick odcina mu rękę, która szybko mu odrasta. Jonathan znajduje klucz w jej rękawie i otwiera księgę. Evy podbiega i czyta z niej zaklęcie, sprawiające, że Imhotep staje się śmiertelny. Rick przebija go szablą. Imhotep wpada do basenu dusz i wypowiada ostatnie słowa „Śmierć jest zaledwie początkiem”.
Nagle miasto zaczyna się rozpadać. Cała trójka ucieka w samą porę. Gdy miasto już całkowicie się rozpadło, spotykają Ardetha Beya, który przyprowadził wielbłądy. Rick i Evy całują się i razem z towarzyszami jadą do Kairu.

## Obsada
- Brendan Fraser – Richard „Rick” O’Connell
- Rachel Weisz – Evelyn „Evy” Carnahan
- John Hannah – Jonathan Carnahan
- Arnold Vosloo – Imhotep
- Oded Fehr – Ardeth Bay
- Patricia Velásquez – Anck-Su-Namun
- Aharon Ipalé – faraon Seti I
- Omid Djalili – naczelnik Gad Hassan
- Kevin J. O’Connor – Beni Gabor
- Jonathan Hyde – dr Allen Chamberlain
- Erick Avari – dr Terence Bey

## Produkcja

### Scenariusz
Pod koniec lat 80. producenci James Jacks i Sean Daniel postanowili zaktualizować oryginalny film o mumii z 1932 roku. Universal Pictures dał im zielone światło pod warunkiem, że utrzymają budżet na poziomie około 10 milionów dolarów. Jacks pamiętał, że studio chciało niskobudżetowej serii horrorów. W 1987 roku George A. Romero napisał zarys scenariusza i został zwerbowany do reżyserii. Scenarzystka Abbie Bernstein wspomina, że Universal Studios chciało niepowstrzymanej mumii podobnej do Terminatora. Historia Bernstein miała miejsce w teraźniejszości. Naukowcy nieumyślnie ożywiają mumię, która chce użyć starożytnego urządzenia do zniszczenia wszelkiego życia na ziemi. „[Mumia] nie miała więcej interakcji społecznych niż T-Rex w Parku Jurajskim” – wspomina Bernstein. Romero odszedł od projektu, a scenariusz został porzucony.
Następnie Jacks i Daniel zatrudnili do wyreżyserowania Mumii filmowca i scenarzystę horrorów Clive’a Barkera. Pomysł Barkera z 1990 roku i kolejny scenariusz Micka Garrisa z 1991 roku były mroczne i brutalne, a historia obracała się wokół muzeum sztuki, które odbudowuje cały egipski grobowiec w Beverly Hills. Był „mroczny, seksualny i przepełniony mistycyzmem” i „byłby to świetny, niskobudżetowy film”. Koncepcja okazała się jednak zbyt dziwna dla studia, ponieważ traktowała mumię jako punkt wyjścia do filmu, a nie główną postać.
Alan Ormsby, nieświadomy wcześniejszych prób uruchomienia filmu, został wcielony do projektu jako następny. Ormsby zaproponował prostszą aktualizację filmu z 1932 roku, ponownie skupiając się na Mumii jako nieustępliwej postaci podobnej do Terminatora. Joe Dante został zatrudniony jako reżyser, zwiększając budżet na swój pomysł Daniela Day-Lewisa w roli ponurej mumii. Szkic tej wersji został później przepisany przez Johna Saylesa. Akcja osadzona była we współczesności i skupiała się na reinkarnacji z elementami historii miłosnej. Był bliski wyprodukowania – niektóre elementy, takie jak mięsożerne skarabeusze, znalazły się w produkcie końcowym. Jednak Universal sprzeciwił się wyższej cenie.
George A. Romero powrócił do projektu w 1994  z wizją horroru w stylu zombie, podobnego do Nocy żywych trupów, który również opierał się w dużej mierze na elementach tragicznego romansu. Romero ukończył szkic w październiku 1994, napisany wspólnie z Ormsbym i Saylesem, który opowiadał historię archeolożki Helen Grover i jej odkrycia grobowca Imhotepa, egipskiego generała, który żył w czasach Ramzesa II. Wydarzenia rozgrywają się w bezimiennym amerykańskim mieście w dzisiejszych czasach, gdy Imhotep nieumyślnie budzi się w wyniku wystawienia jego ciała na działanie promieni z rezonansu magnetycznego w zaawansowanym technicznie laboratorium archeologii sądowej. Helen zostaje wciągnięta w niepewny związek z Imhotepem, a jednocześnie doświadcza jasnowidzących retrospekcji do poprzedniego życia w XIX dynastii Egiptu jako kapłanki Izydy. Przywołując mistyczne moce poprzez inkantację, Imhotep później wskrzesza mumię Kharisa, lojalnego niewolnika. Kharis wpada w mściwy szał przeciwko rabusiom grobu. Scenariusz Romero został uznany jednak za zbyt mroczny i brutalny przez Jacksa i studio, które chciały bardziej przystępnego obrazu. Romero nie był w stanie wyplątać się z innego kontraktu, który miał w negocjacjach z MGM, więc jego zaangażowanie w film zostało zerwane i zlecono opracowanie zupełnie nowego scenariusza.
Mick Garris powrócił w 1995 roku, pracując nad scenariuszem, który łączył elementy filmu z 1932 roku i Grobowca mumii z 1942 roku. Ten szkic był dziełem z epoki, zatopionym w inspirowanym sztuką egipską Art Deco, ale wizja po raz kolejny okazała się zbyt droga dla studia i została odrzucona na rzecz nowoczesnej scenerii. Gdy projekt był bliski wejścia do produkcji, Universal został sprzedany firmie Seagram. Jonathan Sheinberg zdecydował się wyprodukować Mumię za pośrednictwem swojej niezależnej firmy i napisać nowy scenariusz. Nie udało się znaleźć odpowiedniego głośnego scenarzysty i reżysera (Wesowi Cravenowi zaproponowano film, ale go odrzucił), a Garris po raz drugi opuścił projekt, który ponownie upadł.
Wciąż zdeterminowany, aby stworzyć nowy film o mumii, w 1996 roku Universal zatrudniło Kevina Jarre’a do napisania nowego scenariusza. Według Jacksa, dyrektorzy byli teraz przekonani, że film powinien być produkcją o większym budżecie.  Stephen Sommers wówczas skontaktował się z Jacksem i Danielem w 1997 roku ze swoją wizją Mumii „jako rodzajem Indiany Jonesa z mumią jako stworem sprawiającym trudności bohaterowi”. Sommers obejrzał oryginalny film z 1932 roku, gdy miał osiem lat i chciał odtworzyć na większą skalę to, co mu się w nim podobało. Omawiając inne klasyczne postacie z horroru, Sommers stwierdził, że „Frankensteina zawsze było mi żal, Drakula był fajny i seksowny, ale mumia po prostu mnie przestraszyła”.
Po porażce kasowej Babe: Świnki w mieście i innych filmów, Universal potrzebował przeboju. W tym czasie zarząd Universalu zmienił się w odpowiedzi na niepowodzenia kasowe, a straty skłoniły studio do ponownego zwrócenia uwagi na udane franczyzy z lat 30. Ówczesna prezes Universal, Stacey Snider rozdała pakiety ze szczegółowymi informacjami o zasobach studia – w tym prawie 5 tys. starych scenariuszy i filmów. Sommers otrzymał swoje okno możliwości i wysłał swoją Mumię do Universalu z 18-stronicowym zarysem.
Sommers nie chciał przerabiać oryginalnego filmu – zamiast nakręcić kolejny prosty horror, chciał zamienić go w romantyczną przygodę z elementami horroru. Świadom tego, jak tandetna, zabandażowana mumia ze starych filmów stała się czymś w rodzaju puenty, chciał szybszego, bardziej złośliwego i przerażającego potwora. Sommers wykorzystał własne badania i usługi profesora archeologii UCLA do stworzenia jak najbardziej dokładnego języka starożytnego Egiptu.  Snider przypomniał, że pomysł Sommera był wyjątkowy, ponieważ akcja miała miejsce w latach dwudziestych XX wieku, a nie we współczesnym otoczeniu. Universalowi spodobał się ten pomysł tak bardzo, że zaakceptował koncepcję i zwiększył budżet, a Sommers przez następny rok pracował nad scenariuszem.

### Obsada
Producent James Jacks zaproponował rolę Ricka O’Connella Tomowi Cruise’owi (który później został obsadzony w remake’u filmu), a następnie takim aktorom jak: Brad Pitt, Matt Damon i Ben Affleck, ale ci nie byli zainteresowani lub nie mogli dopasować roli do swoich harmonogramów. Jacks i reżyser Stephen Sommers byli pod wrażeniem pieniędzy, które George prosto z drzewa zarabiał w kasach kin i w rezultacie obsadzili Brendana Frasera. Sommers skomentował, iż czuł, że Fraser pasuje również do zawadiackiej postaci Errola Flynna. Rola Frasera w George’u prosto z drzewa wzmocniła jego status gwiazdy, ale pozostał znacznie tańszy niż najwięksi aktorzy w branży.  Aktor rozumiał, że jego postać „nie traktuje siebie zbyt poważnie, gdyż w przeciwnym razie publiczność nie będzie w stanie z nim podróżować”.
Postać Evelyn Carnahan została nazwana w hołdzie Lady Evelyn Carnarvon, córce amatorskiego egiptologa hrabiego Carnarvona. Ojciec z córką obecni byli przy otwarciu grobowca Tutanchamona w 1922 roku. Studio pierwotnie brało pod uwagę amerykańskie aktorki, a Rachel Weisz wielokrotnie przesłuchiwano, zanim dostała rolę. Weisz nie była wielką fanką horrorów, ale postrzegała film jako bardziej komiksowy. John Hannah został wybrany do roli Jonathana Carnahana, mimo że Hannah czuł, że nie jest aktorem komediowym.
Jacks wcześniej wyprodukował Nieuchwytny cel z południowoafrykańskim aktorem Arnoldem Vosloo, któremu zaproponował rolę tytułowego potwora. Voosloo spodobał się scenariusz Mumii, ale powiedział Sommersowi, że chce zagrać tę rolę „całkowicie prosto, gdyż z punktu widzenia Imhotepa jest to wypaczona wersja Romea i Julii”. Zrekrutowano go po jednym przesłuchaniu.  Będąc świadomym skąpego kostiumu Imhotepa, Vosloo stracił 10 do 15 funtów do tej roli, unikając alkoholu i cukru.

### Zdjęcia
Zdjęcia rozpoczęły się 4 maja 1998 roku i trwały 17 tygodni. Ekipa nie mogła kręcić w Egipcie z powodu niestabilnych warunków politycznych, więc główne zdjęcia rozpoczęły się w Marrakeszu w Maroku. Marrakesz miał tę dodatkową zaletę, że był znacznie mniej nowoczesnym miastem niż Kair, co ułatwiało symulowanie wyglądu się jak w latach dwudziestych. Produkcja rozpoczęła się dwa tygodnie przed rozpoczęciem zdjęć, zdejmując przewody telefoniczne i kable oraz dostarczając samochody z epoki i wielbłądy.  Miejscowi służyli jako statyści do scen z tłumem.  Po kręceniu w Marrakeszu kręcenie przeniosło się na Saharę, a dokładnie na obrzeża małego miasteczka Arfud. Scenograf Allan Cameron znalazł uśpiony wulkan Gara Medouar, w którym można było zbudować zewnętrzną część Hamunaptry. Zbudowano betonową rampę, aby umożliwić dostęp do formacji w kształcie podkowy, gdzie zostało zbudowane miasto z prefabrykowanych części wysłanych z Anglii. Przeprowadzono badanie wulkanu, aby można było odtworzyć dokładne modele w skali kolumn i posągów w Shepperton Studios, gdzie kręcono wszystkie sceny z podziemnymi korytarzami Miasta Umarłych. Zbudowanie planów zajęło 16 tygodni i zawierały kolumny z włókna szklanego wyposażone w efekty specjalne do końcowych scen filmu. Aby uniknąć odwodnienia w palącym upale Sahary, zespół medyczny produkcji stworzył napój, który obsada i ekipa musieli spożywać co dwie godziny. Burze piaskowe były codziennymi niedogodnościami, a dzikie zwierzęta były głównym problemem, ponieważ wielu członków załogi musiano przetransportować samolotem do szpitala po ugryzieniu lub ukąszeniu. Brendan Fraser prawie zginął podczas sceny, w której jego postać zostaje powieszona. Produkcja miała oficjalne wsparcie Królewskiej Armii Maroka, a członkowie obsady mieli wykupione ubezpieczenie od porwania. Po zdjęciach w Afryce Północnej produkcja przeniosła się z powrotem do Wielkiej Brytanii gdzie nagrywanie trwało aż do 29 sierpnia 1998 roku.

### Efekty specjalne
Filmowcy szacują, że wydali 15 milionów dolarów z budżetu na same efekty specjalne. Mumia zawiera setki ujęć, które w postprodukcji wymagały optycznych lub cyfrowych efektów specjalnych. Firma Industrial Light & Magic (ILM) dostarczyła ponad 140 ujęć do filmu, a dodatkowe prace wykonali Cinesite (60 ujęć) i Pacific Title/Mirage (45 ujęć i sekwencje tytułowe filmu).
Sommers zaangażował ILM podczas opracowywania scenariusza, wcześniej współpracując z kierownikiem ds. efektów ILM Johnem Andrew Bertonem Jr. przy Śmiertelnym rejsie. ILM nie mógł się doczekać wyzwania, jakie stanowił film i pod koniec 1997 roku wyprodukował kilka koncepcji efektów mumii, aby zademonstrować wykonalność wizji Sommersa kadrze kierowniczej.
Twórcy filmu starali się stworzyć coś szybszego i bardziej przerażającego dla tytułowego stworzenia, używając najnowocześniejszych technik, aby stworzyć coś, czego nigdy wcześniej nie widziano. ILM zaczął rozwijać wygląd mumii trzy miesiące przed rozpoczęciem zdjęć. „Chcieliśmy stworzyć fotorealistyczne zwłoki, które oczywiście nie były mężczyzną w kostiumie, oczywiście nie były animatroniką i oczywiście były żywe” – wspomina. Przez miesiące projektanci pracowali nad stworzeniem czterech odrębnych scen dla mumii. Pierwszy etap to mumia w najbardziej zepsutym stanie, z poszarpanymi kawałkami odzieży, skóry i ścięgien wiszącymi nad szkieletem. W drugim etapie dodano obszary zregenerowanej skóry, a w trzecim i czwartym etapie Mumia została prawie całkowicie zregenerowana, przez co prześwitywały tylko małe obszary jej wnętrzności. Artyści stworzyli czarno-białe szkice, następnie przeszli do zabiegów kolorystycznych, zanim zbudowali stworzenie w komputerze. Modele zostały również wykorzystane jako odniesienie dla artystów cyfrowych.  Początkowe stany mumii zostały stworzone całkowicie przez komputer, podczas gdy późniejsze etapy łączyły występy na żywo. Aby uzupełnić protezy i makijaże stosowane na planie, światła LED i kawałki taśmy służyły jako punkty śledzące, dzięki czemu cyfrowe „wycięcia” można było zastosować na twarzy i ciele Vosloo w postprodukcji.  Vosloo przyznał, że chodząc po planie czuł się jak choinka.
Ostatnie etapy regeneracji mumii zostały stworzone dzięki połączeniu aktorstwa z protezą i cyfrowymi obrazami.  Cyfrowa reprezentacja Mumii została stworzona w Alias, z symulowanymi mięśniami większości ciała przymocowanymi do szkieletu.  Animatorzy kontrolowali części Mumii poprzez animację proceduralną, z kolei animowanie leżących pod spodem kości kontrolowało rozciąganie i ruch nałożonych mięśni. Wreszcie, na animację proceduralną i przechwytywanie ruchu nałożono dodatkową animację, aby poprawić wydajność. Biorąc pod uwagę ograniczenia technologii, subtelne ruchy, takie jak animacje twarzy lub dłoni, musiały być wykonywane ręcznie.  Ujęcia, na których pojawił się Vosloo z nałożoną protezą generowaną komputerowo, były najtrudniejsze dla zespołu od efektów.
Vosloo nie korzystał z kaskadera i zagrał wszystkie sceny samodzielnie.  Sceny zostały wykonane na planie podczas głównych zdjęć, a następnie ujęcia zostały powtórzone za pomocą motion capture, gdzie występ Vosloo został nagrany przez osiem kamer pod różnymi kątami.
Oprócz mumii scenariusz wymagał wielu ujęć z efektami, aby uwydatnić rozległy aspekt przygodowy filmu. Widoki, takie jak retrospekcje ujęcia starożytnego miasta Teb, łączyły ujęcia plenerowe nakręcone na pustyni ze złożonymi na zielonym ekranie miniaturami modeli, matowymi obrazami i efektami generowanymi komputerowo. Podczas gdy film szeroko wykorzystywał obrazy generowane komputerowo, wiele scen, w tym te, w których postać Rachel Weisz jest pokryta szczurami i szarańczą, zostało nakręconych przy użyciu żywych zwierząt. Inne ujęcie z bliska przedstawiało uśpioną szarańczę przyczepioną do kaskadera w połączeniu z dodatkowymi szkodnikami wytworzonymi przez komputer.  Burze piaskowe wykorzystywały grafikę proceduralną opartą na programach używanych do tworzenia tornad w Twister, podczas gdy masy mięsożernych skarabeuszy wykorzystywały techniki opracowane dla Gwiezdnych wojen: części I – Mrocznego widma.  Ujęcie burzy ogniowej ogarniającej Kair połączyło prawdziwe palmy, modele fizyczne i matowe obrazy z generowanym komputerowo gradem, ogniem i gruzem. Poprawione zostały także ujęcia z drganiami aparatu cyfrowego.
Finał przedstawia armię mumii przybywających w obronie Imhotepa. Wiele z tych mumii zostało stworzonych przez kierownika ds. efektów makijażu, Nicka Dudmana, który wyprodukował w filmie charakteryzację, protetykę i efekty animatroniczne. Każdy kostium miał różne warianty ruchów kaskaderskich lub pirotechniki. Po wykonaniu głównych zdjęć kostiumy zostały wysłane do ILM w celu zeskanowania i wymodelowania na komputerze. Korzystając z części mumii Imhotepa, aby zaoszczędzić czas, ILM odtworzył cyfrowo podwładnych, aby dodać je do scen, i wykorzystał przechwytywanie ruchu do ich animacji. Zdolność Frasera do konsekwentnego odtwarzania swoich ruchów w wielu ujęciach została uznana przez animatorów jako oszczędność czasu.

### Premiera
Widzowie testowi negatywnie zareagowali na tytuł filmu, który wywoływał negatywne emocje związane ze starym horrorem, ale prezes marketingu krajowego Marc Shmuger postawił sobie za cel zredefiniowanie mitu wraz z filmem, zamiast zmieniania tytułu. Entuzjazm dla filmu był niski, ale Universal wykupił spot telewizyjny na Super Bowl (podobno kosztował 1,6 miliona dolarów), który natychmiast zmienił postrzeganie produkcji.
Producenci obawiali się, że zbliżająca się premiera Gwiezdnych wojen: części I – Mrocznego widma zatopi potencjał kasowy filmu, co spowodowało przesunięcie daty premiery z 21 maja na 7 maja.  Mumia zarobiła 43 miliony dolarów w 3210 kinach w Stany Zjednoczonych i Kanadzie w weekend otwarcia. Jego weekendowe przyjęcie było najwyższym pozaświątecznym otwarciem w maju i dziewiątym co do wielkości otwarciem wszech czasów. Film spadł później na drugie miejsce za Mrocznym widmem. Mumia zarobiła ponad 155,4 miliona dolarów w Stanach Zjednoczonych i Kanadzie oraz 261 milionów dolarów na arenie międzynarodowej, co daje ponad 416,4 miliona dolarów na całym świecie.
Mumia została wydana na wideo w formatach VHS i DVD we wrześniu 1999 roku. Tytuł był ogromnym sukcesem wytwórni Universal w zakresie domowych nagrań wideo, sprzedając 7 milionów sztuk na kasetach VHS i 1 milion na DVD, co czyni go najlepiej sprzedającym się kasetą VHS w roku i drugim najlepiej sprzedającym się DVD (za Matrix). Sukces Mumii pomógł Universalowi w sprzedaży domowych filmów wideo o wartości ponad 1 miliarda dolarów. Film został później zremasterowany cyfrowo i wydany na Blu-ray w 2008 roku.

### Kontynuacje
Wyniki kasowe Mumii doprowadziły do wielu sequeli i spin-offów. W sequelu Mumia powraca (2001) występuje większość głównych bohaterów. Jako małżeństwo, Rick i Evelyn konfrontują się z Imhotepem i Królem Skorpionów. Film przedstawia również syna bohaterów, Alexa. Druga kontynuacja, Mumia: Grobowiec cesarza smoka (2008), rozgrywa się w Chinach, a Rachel Weisz została zastąpiona Marią Bello. Filmy zainspirowały również animowany serial telewizyjny zatytułowany The Mummy", który trwał dwa sezony, oraz spin-off prequel, Król Scorpion (2002). Universal ogłosił w 2012 roku plany ponownego uruchomienia franczyzy. Nowy film, również zatytułowany Mumia, został wydany w czerwcu 2017 roku.
Deweloper Konami Nagoya opublikował w 2000 roku dwie adaptacje gry wideo The Mummy na licencji Universal Interactive Studios: przygodową grę akcji na konsolę PlayStation i system Microsoft Windows opracowaną przez Rebellion Developments, a także grę logiczną na Game Boy Color. Była też gra wideo z 2002 roku oparta na serialu animowanym z 2001 roku, opublikowana przez Ubisoft dla Game Boy Advance. Film zainspirował także kolejkę górską Revenge of the Mummy, którą można znaleźć w trzech parkach rozrywki Universal Studios: Hollywood w Kalifornii, Orlando w Florydzie i Sentosa w Singapurze.